# سيدي بو عبد اللي
سيدي بو عبد اللي هي قرية أمازيغية مغربية وجماعة قروية وسط غربي المغرب. تنتمي سيدي بو عبد اللي لإقليم تيزنيت على الساحل الأطلسي. تضم هذه الجماعة القروية 6.826 نسمة (إحصاء رسمي 2004).